# Норделос, Махил
Махил Эверт Норделос (нидерл. Machiel Evert Noordeloos; род. 1949) — нидерландский миколог, специалист по энтоломам.

## Биография
Махил Эверт Норднлос родился 16 апреля 1949 года в Гааге. В 1967 году поступил в Лейденский университет, где учился у миколога Корнелиса Баса. В 1975 году Норделос окончил Лейденский университет и стал готовить диссертацию, посвящённую географическому распространению и систематике рода Энтолома в Европе. В 1981 году ему была присвоена степень доктора философии. С 1987 по 1991 Махил был главой департамента микологии Службы по охране растений в Вагенингене. В 1991 году он вернулся в Гербарий Лейденского университета. Также Махил является редактором журнала Coolia и главным редактором журнала Persoonia. В 2009 году Махил Норделос стал обладателем медали Клузиуса.
Махил является автором нескольких важных монографий по микологии. Среди них несколько региональных монографий рода Энтолома, монография негниючников и близких родов, монографии меланолеук, навозников и млечников.

## Некоторые научные публикации
- Noordeloos, M.E. (1987). Entoloma (Agaricales) in Europe. Synopsis and keys to all species and a monograph of the subgenera Trichopilus, Inocephalus, Alboleptonia, Leptonia, Paraleptonia, and Omphaliopsis. Beihefte zur Nova Hedwigia 91: 419 pp.
- Noordeloos, M.E. (1988). Entoloma in North America. In W. Jülich [ed.], Cryptogamic Studies 2: 164 pp.
- Bas, C.; Kuyper, T.W.; Noordeloos, M.E.; Vellinga, E.C. [eds] (1988). Flora Agaricina Neerlandica. [A. General Part. B. Special Part: Entolomataceae vol. 1]. 182 pp. Rotterdam; A.A. Balkema.
- Bas, C.; Kuyper, T.W.; Noordeloos, M.E.; Vellinga, E.C. [eds] (1990). Flora Agaricina Neerlandica. [A. General Part. B. Special Part: Entolomataceae vol. 1]. 137 pp. Rotterdam; A.A. Balkema.
- Noordeloos, M.E. (1992). Entoloma s.l.. Fungi Europaei vol. 5. 760 pp. Saronno, Italy; Giovanna Biella.
- Uljé, C.B.; Noordeloos, M.E. (1993). Studies in Coprinus III – Coprinus section Veliformes. Subdivision and revision of subsection Nivei emend. Persoonia 15 (3): 257-301.
- Antonín, V.; Noordeloos, M.E. (1993). Monograph of Marasmius, Collybia and Related Genera in Europe. Part 1: Marasmius, Setulipes and Marasmiellus. Libri Botanici vol. 8. 229 pp. Eching, Germany; IHW-Verlag.

## Грибы, названные в честь М. Норделоса
- Entoloma machielii de Meijer, 2009
- Entoloma noordeloosi Hauskn., 1999